# Station Peine
Station Peine (Bahnhof Peine) is een spoorwegstation in de Duitse plaats Peine, in de deelstaat Nedersaksen. Het station ligt aan de spoorlijn Hannover - Braunschweig, daarnaast takt er nog een goederenspoorlijn naar Broistedt af.

## Indeling
Het station beschikt over twee zijperrons, die deels zijn overkapt. De perrons zijn onderling met elkaar verbonden via een voetgangerstunnel. Een uitzonderlijke situatie is dat het stationsgebouw niet in bezit is van de DB Station&Service AG, maar van de gemeente Peine. De gemeente heeft in de jaren '90 dit gebouw laten bouwen als OV-terminal. In het gebouw bevindt zich een VVV-kantoor en een kiosk. Daarnaast is het gebouw een verbinding tussen het treinstation en het busstation. Aan de zuidkant van het station bevinden zich het parkeerterrein en de bushalte van de langeafstandsbussen.

## Verbindingen
De volgende treinseries doen het station Peine aan:
| Serie | Treinsoort                       | Route | Bijzonderheden                      |
| ----- | -------------------------------- | --- | ----------------------------------- |
| RE 60 | Regional-Express (Westfalenbahn) | Rheine – Osnabrück Hbf – Bünde (Westf) – Löhne (Westf) – Bad Oeynhausen – Minden (Westf) – Hannover Hbf – Lehrte – Peine – Braunschweig Hbf | Ems-Leine-Express 1x per twee uur   |
| RE 70 | Regional-Express (Westfalenbahn) | Bielefeld Hbf – Herford – Löhne (Westf) – Bad Oeynhausen – Minden (Westf) – Hannover Hbf – Lehrte – Peine – Braunschweig Hbf                | Weser-Leine-Express 1x per twee uur |

Hannover Hbf ·
Hannover-Kleefeld ·
Hannover Karl-Wiechert-Allee · 
Hannover-Anderten-Misburg ·
Ahlten (Han) ·
Lehrte ·
Hämelerwald ·
Vöhrum ·
Peine ·
Woltorf ·
Sierße ·
Vechelde ·
Groß Gleidingen ·
Broitzem ·
Braunschweig Hauptbahnhof